# Geografía de San Cristóbal y Nieves

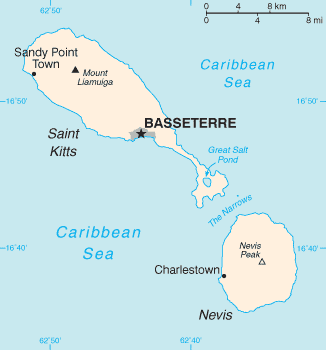
Mapa de San Cristóbal y Nieves.

San Cristóbal y Nieves es un país compuesto por dos islas con una superficie total de tan sólo 104 millas cuadradas (270 km²). La isla de San Cristóbal, el mayor de los dos, es de 68 millas cuadradas (180 km²) de tamaño y se encuentra en la latitud 17.30 N y longitud 62.80 W, Nieves es de 36 millas cuadradas (93 km²), situada en la latitud 17.10 N, longitud 62.35 W, a unos 3 km al sureste de San Cristóbal. Son alrededor de un tercio del camino entre Puerto Rico y Trinidad y Tobago.

## Clima
El clima de San Cristóbal y Nieves se clasifica como tropical marino con una estación lluviosa y otra seca. En general, los constantes vientos alisios del noreste y los movimientos ciclónicos tropicales oceánicas influyen en ella. Por otra parte, las islas gozan de cálidas temperaturas incluso con una media de aproximadamente 24-27 °C (75,2-80,6 °F) y la humedad es baja en el 71%. Las variaciones estacionales y diurnas de temperatura son pequeñas. Las precipitaciones son fundamentalmente orográficos y el aumento en la cantidad y la frecuencia con la altitud. A excepción de la península del sudeste, que es muy seco, con una media de precipitación anual oscila alrededor de 16 pulgadas (406 mm) en las zonas costeras, a cerca de 60 pulgadas (1.524 mm) en las sierras centrales, pero, a partir de mayo a las lluvias de octubre es más pesado, mientras que las temperaturas son un poco más caliente.
Aunque oficialmente la temporada de huracanes dura de junio a noviembre, la mayoría de los huracanes azotaron en agosto y noviembre. En 1998 y 1999 la temporada de huracanes del Atlántico producido 3 huracanes que azotaron San Cristóbal y Nieves.
El Huracán Georges en 1998 produjo fuertes vientos de hasta 115 mph (185 km / h), mientras que pasando por encima de San Cristóbal, las líneas de derribo de energía, líneas telefónicas y árboles en toda la isla. La falta de electricidad ocasionó daños a las instalaciones de agua, también. Los fuertes vientos Georges causó daños a la propiedad, dañando el 80-85% de las casas en la isla, y la destrucción de un 20-25% de los hogares. Muchas escuelas, empresas, hospitales y edificios gubernamentales quedaron sin techo, mientras que el aeropuerto experimentó graves daños a la terminal principal y la torre de control, limitando los vuelos a la luz del día. La economía de San Cristóbal 'se vio interrumpida de graves pérdidas en la agricultura, incluyendo la devastación del 50% de su cosecha de azúcar. Además, los hoteles dañados y muelles creado un impacto a largo plazo debido a la falta de turismo - una industria de la isla se basa en. En total, el huracán Georges causó 5 muertes, dejó 3.000 personas sin hogar, y resultó en $ 445 millones (1998 USD) en daños en la isla. Nieves le fue mejor. Al igual que en San Cristóbal, los fuertes vientos derribaron tendidos eléctricos y telefónicos, dañando el sistema de agua de allí. 35% de los hogares en la isla sufrieron daños, aunque no fueron destruidas. Las precipitaciones y los escombros murieron varios cientos de animales y dañaron seriamente los árboles de coco, que asciende a $ 2,5 millones (1998 USD) en daños a la agricultura. No hubo víctimas reportadas en la isla, y daños ascendieron a $ 39 millones (1998 USD).
El Huracán José en 1999 causan daños de menor importancia debido a que el huracán pasó hacia el norte y las inundaciones fue el principal riesgo en varias carreteras principales fueron arrastrados y deslizamientos de tierra se informó. Las precipitaciones fueron de 12 a 15 pulgadas (305 a 381 mm).
También en 1999, el huracán Lenny se convirtió en el más fuerte de huracanes del Atlántico que se haya registrado en el mes de noviembre. Pista del huracán Lenny tormenta fue único en la historia registrada de los huracanes. Se inició el seguimiento de la vida a través del Atlántico como una depresión tropical y tormenta tropical en la dirección normal (este a oeste). Luego se estancó, cambió de dirección por completo, se convirtió en huracán de fuerza y avanzando de oeste a este por el Mar Caribe. Esta oleada de la tormenta provocó fuertes vientos, y 12 pies (3.7 m) de las olas en las costas occidentales más vulnerables de San Cristóbal y Nieves, causando erosión de las playas y la inundación significativa. Lenny objeto de dumping 20-25 pulgadas (508-635 mm) de lluvia.

## Geología
La isla de San Cristóbal está compuesto casi exclusivamente de rocas volcánicas de andesita o la mineralogía dacita. Su geología es similar a la de otras islas volcánicas en el Archipiélago de las Antillas Menores. Las islas son las cumbres de una cordillera sumergida que forma el límite oriental de lo que se conoce como la placa tectónica del Caribe. San Cristóbal está orientado de noroeste a sureste, a unos 80 km de largo y 16 km de ancho. El archipiélago de la isla entera es geológicamente joven, después de haber comenzado a formar, probablemente, menos de 50 millones de años atrás, durante el Mioceno. La actividad volcánica se produjo a lo largo de las crestas de este arco en el Mioceno y que ha continuado desde entonces.
Nieves es una isla volcánica que se inició su formación a mediados de los tiempos del Plioceno (aproximadamente 3.450.000 años atrás). Sin embargo, la isla cuenta con una serie de discretos centros eruptivos que se extienden en edad a partir de mediados del Plioceno-Pleistoceno hasta el final, esto evita cualquier modelo de la evolución geológica de la isla. La geología de Nevis se puede subdividir en cuatro unidades informales: Volcánicas de los centros eruptivos, rocas volcanigenic - piroclásticos y lahares, depósitos fluviales y lacustres, y planteadas las playas.